# Djordje Ivelja
Djordje Ivelja, est un footballeur professionnel serbe né le 30 juin 1984 à Novi Sad.

## Description
Son poste de prédilection est milieu défensif. Djordje a évolué durant sa carrière en Serbie, en Roumanie, en Ouzbékistan, en Slovénie, en Bulgarie et en Suisse. Il évolue actuellement au FK Kolubara.